# Delphinium lipskii
Delphinium lipskii är en ranunkelväxtart som beskrevs av Sergei Ivanovitsch Korshinsky. Delphinium lipskii ingår i släktet storriddarsporrar, och familjen ranunkelväxter. Inga underarter finns listade i Catalogue of Life.